# Federación Etíope de Fútbol
La Federación Etíope de Fútbol (EFF), es el ente que rige las leyes del fútbol en Etiopía. Fue fundada en 1943 y afiliada a la FIFA en 1953. Es un miembro de la Confederación Africana de Fútbol y está a cargo de la Selección de fútbol de Etiopía y todas las categorías inferiores. En clubes, la competición principal de fútbol es la Liga Premier de Etiopía.
Debido a problemas internos en la Federación, la FIFA decidió suspenderla a partir del 29 de julio de 2008, y debido a que la situación no cambio, el máximo ente rector del balompié mundial excluyó a la Selección etíope de la clasificación africana rumbo a la Copa Mundial de Fútbol de 2010, anulando los partidos que había jugado.